# Zwijndrecht, Belgien
Zwijndrecht är en kommun i Belgien.   Den ligger i provinsen Antwerpen och regionen Flandern, i den centrala delen av landet, 40 km norr om huvudstaden Bryssel. Antalet invånare är 19 002 invånare (2018).
Runt Zwijndrecht är det i huvudsak tätbebyggt. Runt Zwijndrecht är det mycket tätbefolkat, med 1 692 invånare per kvadratkilometer.  Klimatet i området är tempererat. Årsmedeltemperaturen i trakten är 10 °C. Den varmaste månaden är augusti, då medeltemperaturen är 19 °C, och den kallaste är december, med −1 °C.